# Alois Miedl

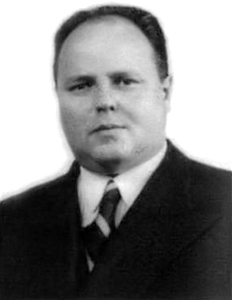
Alois Miedl

Alois Miedl (* 3. März 1903 in München; † 11. Juni 1970 ebenda) war ein deutscher Kunsthändler.

## Leben
Miedl wurde 1903 als Sohn des Milchbauern Alois Miedl und dessen Ehefrau Maria Streicher geboren. Von 1920 bis 1924 arbeitete Miedl beim Bankhaus Heinrich und Hugo Marx in München, dann bis 1929 bei der Münchner Bank Witzig & Co. Im Jahr 1930 wurde er Direktor der Schantung-Handelaktiengesellschaft und zog 1932 als Leiter der Veland in die Niederlande. Dort erwarb er im Juli 1940 die berühmte Kunsthandlung von Jacques Goudstikker und verkaufte vor allem NS-Raubkunst.
Alois Miedl war mit der Jüdin Theodore „Dorie“ Fleischer verheiratet, mit der er zwei Kinder, Ruth Marie (* 1925) and Hanns Alois (* 1933), hatte. Miedl hatte gute Kontakte zu Nazi-Größen wie Göring und Ferdinand aus der Fünten, dem Chef der Zentralstelle für jüdische Auswanderung in Amsterdam. Miedl war mehrmals Gast bei Hitler am Berghof in Berchtesgaden.
Im Juli 1944 floh Miedl mit seiner Frau über die Schweiz nach Spanien.